# Diores poweri
Diores poweri là một loài nhện trong họ Zodariidae.
Loài này thuộc chi Diores. Diores poweri được Shirley Cotter Tucker miêu tả năm 1920.